# Saimon
Saimon Pains Tormen – noto solo come Saimon – (Erechim, 3 marzo 1991) è un calciatore brasiliano, difensore del Ponte Preta.

## Palmarès

### Club

#### Competizioni statali
- Campionato Gaúcho: 1

Grêmio: 2010

#### Competizioni nazionali
- Campeonato Brasileiro Série C: 1

Vila Nova: 2020

### Nazionale
- Campionato sudamericano Under-20: 1

2011